# تی‌تی۳دی: نزدیکتر به لبه
تی‌تی۳دی: نزدیکتر به لبه (انگلیسی: TT3D: Closer to the Edge) یک فیلم در ژانر مستند است که در سال ۲۰۱۱ منتشر شد. از بازیگران آن می‌توان به گای مارتین اشاره کرد.